# Betreuungsgerichtstag
Den Betreuungsgerichtstag e. V. (BGT) mit Sitz in Bochum haben Vormundschaftsrichter im Jahr 1988 unter dem damaligen Namen Vormundschaftsgerichtstag ins Leben gerufen. Alle an der betreuungsrechtlichen Praxis beteiligten Berufsgruppen sollten damit ein Forum des Erfahrungsaustausches erhalten. Der Verein versteht sich als Fachorganisation, innerhalb derer die interdisziplinäre Zusammenarbeit, die einheitliche Rechtsanwendung und die berufliche Fortbildung gefördert werden sollen. Er vertritt keine berufsständischen Interessen. Er hat rund 1.300 Mitglieder, darunter viele Betreuungsrichter, Rechtspfleger, rechtliche Betreuer, Mitarbeiter von Betreuungsbehörden und Betreuungsvereinen, Menschen mit Betreuungserfahrung sowie sonstige im Betreuungswesen tätige Personen. Der BGT ist als gemeinnützig anerkannt.

## Zielsetzungen
Der Verein fühlt sich den Leitgedanken des Betreuungsrechts verpflichtet: Die Persönlichkeitsrechte der Betroffenen stärken und deren soziale Situation verbessern. Er veranstaltet alle zwei Jahre eine bundesweite Fachtagung mit rund 400 Teilnehmern, nun ebenfalls Betreuungsgerichtstag genannt. Außerdem finden regelmäßig regionale Betreuungsgerichtstage statt. Der Betreuungsgerichtstag Nord findet alle zwei Jahre in einem der nördlichen Bundesländer statt, der Westdeutsche Betreuungsgerichtstag trifft sich im Frühjahr jeden Jahres in der Ev. Fachhochschule Bochum. Der BGT-Mitte findet in jedem Jahr im Kasseler Rathaus statt, alle zwei Jahre findet ein BGT in Sachsen-Anhalt statt. Der Baden-Württembergische BGT wird im zweijährigen Rhythmus in Herrenberg-Gülstein durchführt. Der Bayerische BGT wandert durch die Bezirke Bayerns und findet alle ein bis zwei Jahre statt.
Der 16. bundesweite BGT vom 13. bis 15. September 2018 in Erkner/Brandenburg fand unter der Überschrift Betreuung 4.0 – auf dem Weg zu neuer Qualität! statt. Der 2020 geplante BGT in Erkner entfiel und wurde vom 19. bis 20. November 2020 erstmals online veranstaltet. Im Mittelpunkt der Tagung statt die am 1. Januar 2023 in Kraft tretende Betreuungsrechtsreform. Im März 2021 vergab der BGT den Förderpreis des Betreuungsgerichtstags im Gedenken an Lothar Kreyssig zum vierten Mal. Sein Mut, als Vormundschaftsrichter dem Willkürregime des Nationalsozialismus entgegenzutreten und den Mord an behinderten Menschen zu verhindern, bleibt ein beeindruckendes Vorbild und hatte Margot von Renesse bewogen, ihn als Namensgeber des Förderpreises vorzuschlagen. Der Preis wurde in zwei Kategorien vergeben. Den Forschungspreis erhielt Ulrike Hess für ihre Masterarbeit in deren Mittelpunkt junge Menschen mit rechtlicher Betreuung stehen. Den Projektpreis erhielt ein Verbund aus Hochschulen und Betreuungsvereinen aus den Städten Hamburg und Frankfurt. In dem prämierten Projekt übernehmen Studierende ehrenamtliche Betreuungen. Ihre praktischen Erfahrungen werden dann in die fachliche Ausbildung an den Hochschule integriert.

## Engagement
Der Betreuungsgerichtstag engagiert sich für die folgenden fachpolitischen Ziele:
- Aufbau und Förderung von Betreuungsvereinen
- Auf- und Ausbau von Betreuungsbehörden
- Ausreichende Finanzierung von Aktivitäten zur Gewinnung und Schulung ehrenamtlicher Betreuer
- Entwicklung und Sicherung fachlicher Standards für die professionelle Betreuung
- Angemessene Vergütungen/Aufwandsentschädigungen für Berufsbetreuer
- Einhaltung von Verfahrensgarantien für die Betroffenen, insbesondere bei Freiheitsentziehungen
- Entwicklung von Standards für die medizinische und psychosoziale Begutachtung im Betreuungsverfahren
- Mitwirkung bei der Weiterentwicklung des Betreuungsrechts sowie bei einschlägigen politischen und administrativen Entscheidungen.

## Tätigkeitsfelder
- Mitwirkung am Gesetzgebungsverfahren des Bundes und der Länder zum Betreuungsgesetz durch fachliche Stellungnahmen
- Planung und Veranstaltung von bundesweiten Betreuungsgerichtstagen,
- Dokumentation und Verbreitung der Arbeitsergebnisse in der Fachöffentlichkeit Vorbereitung,
- Mitherausgabe und ständige redaktionelle Beratung einer Fachzeitschrift zur betreuungsrechtlichen Praxis (BtPrax) (in Zusammenarbeit mit dem *Bundesanzeiger Verlag) mit eigenem Vereinsteil
- Herausgabe von Fachbüchern u. a. mit den Ergebnissen der Betreuungsgerichtstage (Betrifft:Betreuung)
- Initiierung von Regionalgruppen (z. B. in Bayern, Berlin, Bremen, Hamburg, Mecklenburg-Vorpommern, Nordrhein-Westfalen u. a.)
- Initiierung von regionalen Fachtagungen und Fortbildungsveranstaltungen (z. B. BGT-Nord, BGT-West, Badischer BGT u. a.).